# 208. Infanterie-Division (Wehrmacht)
Die 208. Infanterie-Division war ein militärischer Großverband der Wehrmacht.

## Geschichte
- Polen: September 1939 bis Mai 1940
- Frankreich und Belgien: Mai 1940 bis Dezember 1941
- Ostfront, Zentralabschnitt: Dezember 1941 bis Oktober 1943
- Ostfront, Südabschnitt: Oktober 1943 bis Oktober 1944
- Polen und Tschechoslowakei: Oktober 1944 bis Mai 1945

### Aufstellung
Die 208. Infanterie-Division wurde als Division der 3. Aufstellungswelle im August 1939 in Lübben im Spreewald aufgestellt. 
Nach ihrer Aufstellung wurde sie dem III. Armeekorps unterstellt und bewegte sich bei Flatow auf Hohensalza zu.

### Polenfeldzug
Ab dem 1. September 1939 war die Division am Überfall auf Polen beteiligt. Sie gelangte bis Kutno und verblieb eine Zeitlang als Besatzungstruppe in Polen.

### Fall Gelb
Im Jahr 1940 wurde die 208. Infanterie-Division für den Fall Gelb an der Westfront mobilisiert. Dort war sie der 18. Armee unterstellt und marschierte von Holland auf Antwerpen in Belgien. 

### Frankreichfeldzug
Im weiteren Verlauf des Westfeldzuges war sie eine der deutschen Einheiten bei der Schlacht von Dünkirchen im Mai/Juni 1940. 

### Atlantikwall
Nach Ende der Kämpfe in Frankreich diente sie bis zum Dezember zur Küstensicherung an der belgischen Küste und bei Calais in der französischen Normandie. Ihre Verluste während des Westfeldzuges betrugen insgesamt: Gefallene: 12 Offiziere, 46 Unteroffiziere und 273 Mannschaften; Verwundete: 38 Offiziere, 169 Unteroffiziere und 825 Mannschaften, außerdem wurden vier Unteroffiziere und 55 Mannschaften vermisst.

### Verlegung an die Ostfront
Ende 1941 wurde die 208. Infanterie-Division an die Ostfront verlegt und der Heeresgruppe Mitte und der 2. Panzerarmee bei Wjasma und Schisdra unterstellt. 1942 kamen die Infanterie-Regimenter 309 und 337 in der Schlacht von Rschew bei Sytschowka zum Einsatz.
Die Division war bis 1943 in den Grabenkämpfen nordwestlich von Orjol bei Suchinitschi, Slobodka und Dubrowka im Einsatz. Im Juli 1943 geriet sie bei Bolchow in schwere und verlustreiche Abwehrkämpfe gegen die vorrückende Rote Armee und Partisanen. 

### Auffrischung in der Reserve 1943
Danach konnte sie nur noch als Reserveeinheit der 2. Panzerarmee fungieren. 

### Verlegung zur Heeresgruppe Süd
Im August 1943 wurde die Division in den Südabschnitt verlegt und der Heeresgruppe Süd bei Sjewsk im Raum Kursk unterstellt. Auf der Höhe von Kiew begannen bis zum Dnjepr eine Reihe von Rückzugsgefechten, die vorerst bei Schitomir endeten. 

### Umgliederung 1944
Der Winter 1943/44 brachte eine Umgliederung in eine „Division neuer Art 44“; außerdem war die 208. Infanterie-Division jetzt der 4. Panzerarmee bei Winnitza unterstellt. Danach erfolgte wieder die Eingliederung in die 1. Panzerarmee. 

### Kessel von Kamenez-Podolsk
Zusammen mit diesem Panzerverband wurde ein Teil der Heeresgruppe Nordukraine mit der 208. Infanterie-Division im März 1944 bei Kamenez – Podolsk an der Grenze zu Rumänien eingekesselt (Kesselschlacht von Kamenez-Podolski) Die 208. Infanterie-Division befand sich zwischen den Ortschaften Smerinka und Bar im Osten des Kessels. Es gelang ihr, bei Buczacz zur Strypa, Horodenka und Beremjany auszubrechen. Im weiteren Verlauf musste sie sich dann durch die Beskiden in Richtung Westen durchschlagen und wurde im Dezember 1944 bei Gorlice gestellt.

### 1945
Im Frühjahr 1945 befand sich die 208. Infanterie-Division auf der Flucht bzw. in Rückzugsgefechten von der Slowakei bis Schlesien. Die letzten Stellungskämpfe erfolgten vom 9. bis 15. März 1945 bei Striegau, dann bei Waldenburg. 

### Kapitulation
Schließlich kapitulierte sie bei Hohenelbe – Turnau in der Tschechoslowakei vor der Roten Armee.

## Gliederung
| 1939                       | 1943                             |
| -------------------------- | -------------------------------- |
| Infanterie-Regiment 309    | Grenadier-Regiment 309           |
| Infanterie-Regiment 337    | Grenadier-Regiment 337           |
| Infanterie-Regiment 338    | Grenadier-Regiment 338           |
| Artillerie-Regiment 208    |                                  |
| Pionier-Bataillon 208      |                                  |
| Panzerabwehr-Abteilung 208 | Panzerjäger-Abteilung 208        |
| Aufklärungs-Abteilung 208  | Divisions-Füsilier-Bataillon 208 |
| Nachrichten-Abteilung 208  |                                  |
| Nachschubtruppen 208       |                                  |

## Personen
| Dienstzeit                               | Dienstgrad                   | Name                       |
| ---------------------------------------- | ---------------------------- | -------------------------- |
| 1. September 1939 bis 13. Dezember 1941  | Generalmajor/Generalleutnant | Moritz Andreas             |
| 13. Dezember 1941 bis 27. September 1942 | Generalmajor                 | Hans-Karl von Scheele      |
| 28. September 1942 bis 20. November 1942 | Generalleutnant              | Edgar Hielscher            |
| 21. November 1942 bis 1. Februar 1943    | Generalmajor                 | Hans-Karl von Scheele      |
| 1. Februar bis April 1943                | Oberst                       | Karl-Wilhelm von Schlieben |
| April bis 22. Juni 1943                  | Oberst                       | Georg Zwade                |
| 22. Juni 1943 bis 20. März 1945          | Oberst/Generalmajor          | Hans Piekenbrock           |
| 20. März 1945 bis 6. April 1945          | Oberst                       | Lothar Berger              |
| 6. April 1945 bis Kriegsende             | Generalleutnant              | Hans Piekenbrock           |

| Dienstzeit                             | Dienstgrad     | Name           |
| -------------------------------------- | -------------- | -------------- |
| 26. August 1939 bis 1. Juni 1940       | Hauptmann      | Werner Danke   |
| 1940–1942                              | Oberstleutnant | Korntner       |
| 1. August 1942 bis 25. Oktober 1943    | Oberstleutnant | Fritz Bessell  |
| 25. Oktober 1943 bis 25. November 1944 | Oberstleutnant | Lemcke         |
| 25. November 1944 bis 1945             | Oberstleutnant | Erhard Gemmrig |

## Bekannte Divisionsangehörige
- Klaus Hoheisel (1906–1998), war von 1962 bis 1965, als Brigadegeneral des Heeres der Bundeswehr, Kommandeur der Heeresoffizierschule III
- Max Momsen (1896–1939), war von 1934 an Rektor und Professor für Körper- und Wehrerziehung an der Hochschule für Lehrerbildung in Cottbus